# Lokomotiva 715
Lokomotivy řady 715 (do roku 1988 řada T 426.0) jsou ozubnicové motorové lokomotivy, které byly původně určeny pro provoz na Tanvaldské ozubnicové dráze a slovenské ozubnicové trati Pohronská Polhora – Tisovec. Pro Československé státní dráhy je roku 1961 vyrobila v počtu čtyř kusů rakouská firma Simmering-Graz-Pauker (SGP) ve Vídni (odtud přezdívka „rakušanka“), aby na těchto tratích nahradily staré parní lokomotivy. Stroje řady T 426.0 se staly prvními motorovými ozubnicovými lokomotivami na světě, ČSD je koupily za částku 3 000 000 Kčs za kus.

## Historie
První a jediné ozubnicové motorové lokomotivy, jaké kdy jezdily na českém území, byly paradoxně také jedněmi z mála, které nedodal tuzemský průmysl. Počátky úvah o nákupu nových motorových lokomotiv pro ozubnicové tratě se datují do konce 50. let, kdy již byl stav na obou tratích (tanvaldské i tisovecké) doslova alarmující a prastaré parní lokomotivy na provoz zkrátka nestačily. Po pokusech s nasazením motorových vozů M 131.1, které skončily fiaskem, bylo jasné, že nastalou situaci je třeba urychleně řešit. V Československu ale nebyl jediný výrobce, který by byl schopný vhodnou ozubnicovou lokomotivu dodat, proto monopolní výrobce motorových lokomotiv, ČKD Praha, dal svolení k dovozu lokomotiv ze zahraničí. Jedním z pouhých dvou výrobců, kteří na poptávku zareagovali, byla vídeňská firma SGP. Jí navržené řešení v podobě lokomotivy s hydrodynamickým přenosem výkonu bylo shledáno jako vhodné a poté byla podána objednávka na čtyři lokomotivy, které byly vyrobeny a dodány během roku 1961. První lokomotiva byla ještě před dodáním krátce zkoušena v Rakousku. Na tanvaldskou trať přišly stroje čísel 002 a 004, do Tisovce byla přidělena čísla 001 a 003. Přes počáteční problémy se lokomotivy na prvně jmenované trati osvědčily, zatímco na Slovensku jejich nasazení dosti ztěžovala vyšší hmotnost a špatný stav trati. Proto byly odsud již v letech 1963 a 1964 předány do Tanvaldu. Místo nich sem byly přiděleny upravené motorové vozy řady 820, schopné provozu na takto sklonově náročné trati.

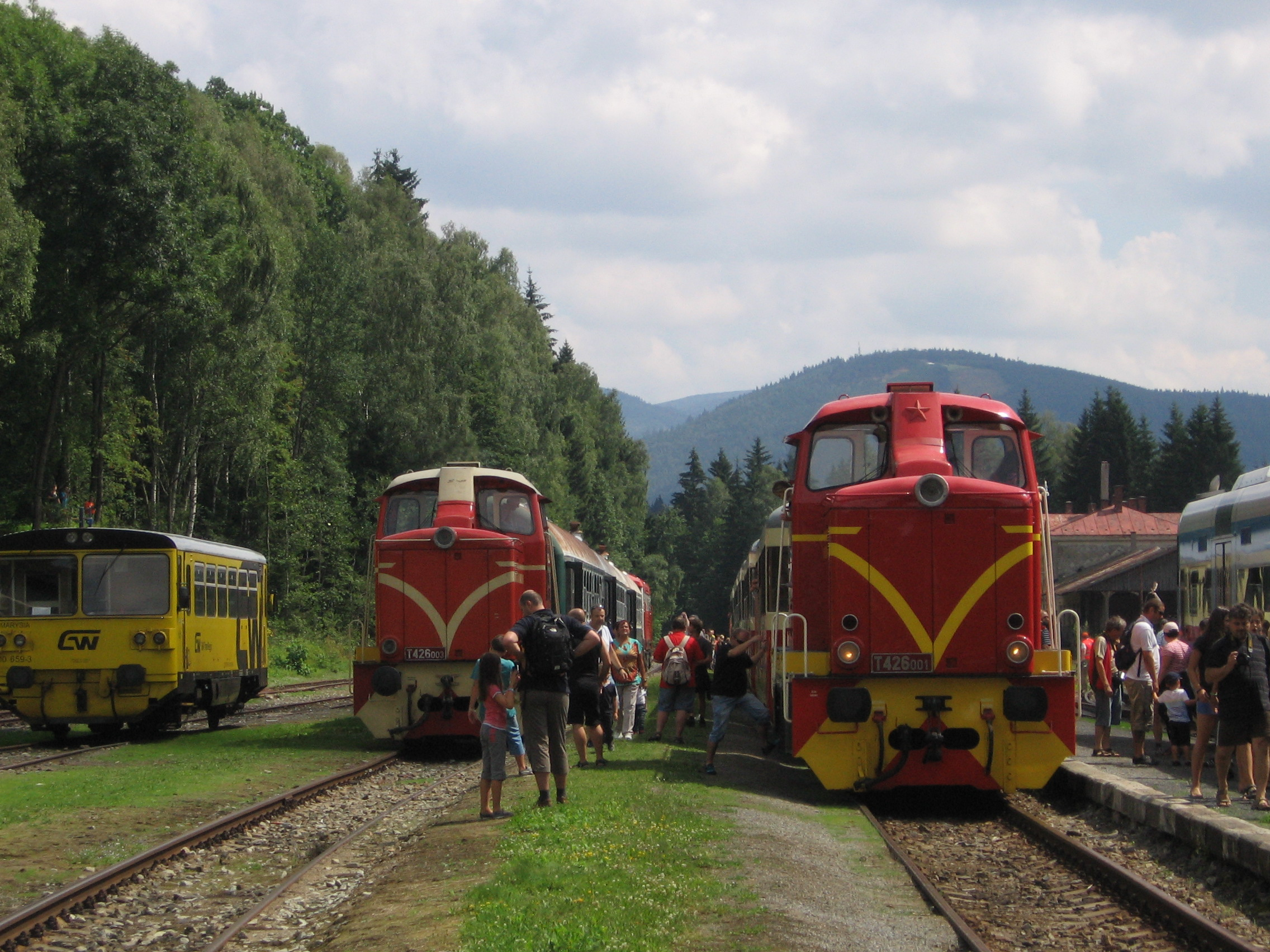
Stroje T 426.001 a 003 v Kořenově

Po dobu více než 20 let čtveřice lokomotiv zajišťovala takřka veškerou dopravu na „Zubačce“, pouze na málo vytížených vlacích se objevovaly motorové vozy. Se zvyšujícím se věkem strojů však začalo přibývat poruch, čím dál vážnější byl citelný nedostatek náhradních dílů a celková nehospodárnost provozu. Kvůli častým závadám se čas od času dokonce stávalo, že ze čtyř lokomotiv byla provozní jen jedna, což spolehlivému zajištění provozu příliš nepomáhalo. Po zkouškách upravené lokomotivy řady 742 s EDB a elektronickým regulátorem výkonu v roce 1985, které dopadly s kladným výsledkem, již nic nebránilo jejich nahrazení jako čistě adhezních lokomotiv, bez nutnosti použití ozubnice. Na základě poznatků ze zkoušek byla v ČKD zadána výroba upravené desetikusové série, označené novou řadou 743. První stroje nové řady do Tanvaldu přišly začátkem roku 1988 a to umožnilo definitivní odstavení posledních „rakušanek“. Jako záložní fungovaly poslední dva stroje ještě do následujícího roku, poté ale byly zrušeny. Stroj 001 poté skončil jako muzejní u Českých drah a 003 před šrotací zachránila nově založená Vědecko-technická společnost Tanvald, která jej převzala a uchovávala několik let jako neprovozní. Po náročných opravách byly obě lokomotivy později zprovozněny a dnes jsou používány k příležitostným jízdám na Tanvaldské dráze. Deponovány byly pod širým nebem v Tanvaldu, avšak roku 2015 byla zahájena oprava zborcené budovy bývalého depa v Kořenově, kam se po dokončení obnovy v roce 2016 obě lokomotivy vrátily.

## Galerie

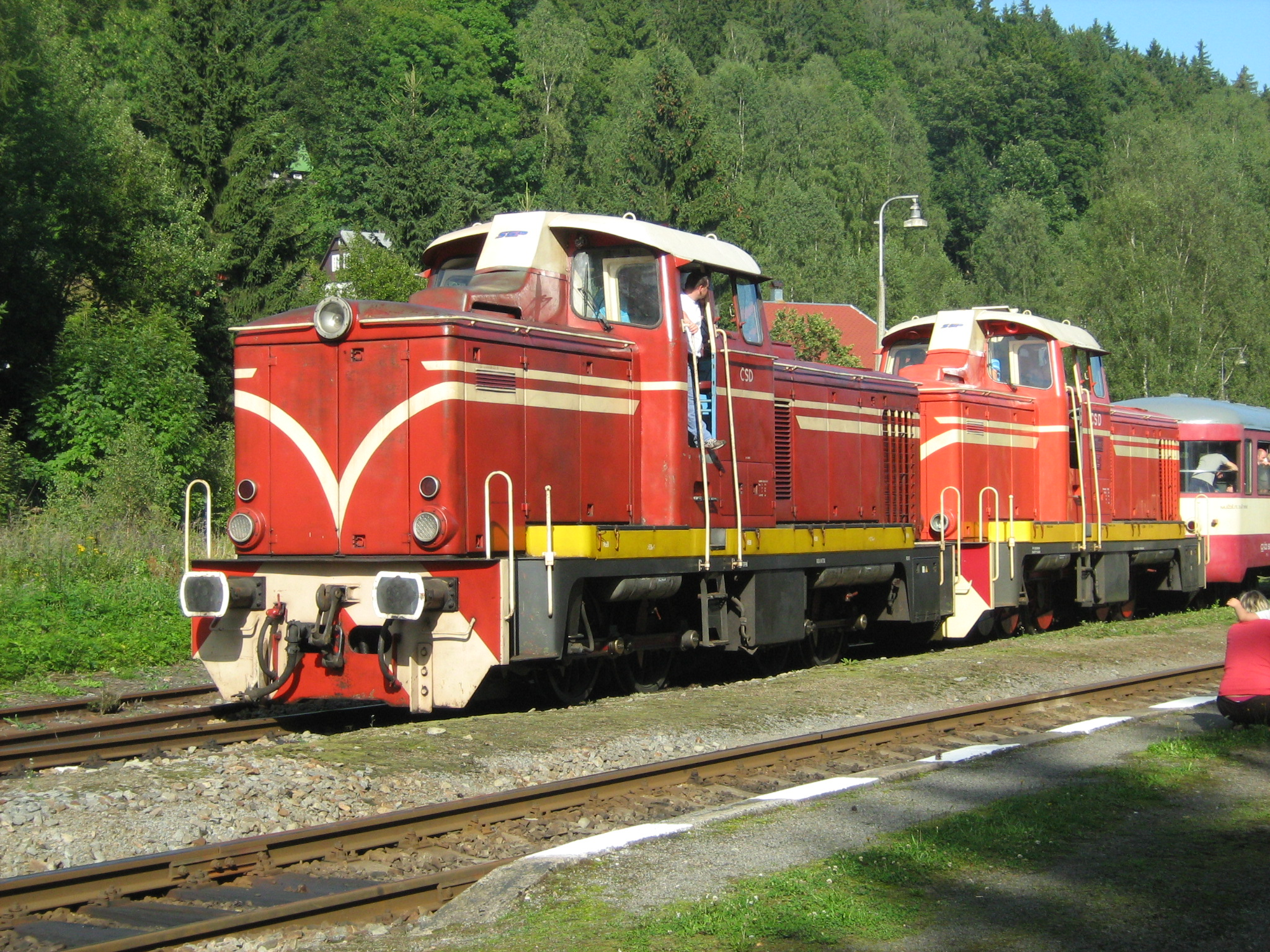
Přípřež lokomotiv 001 a 003
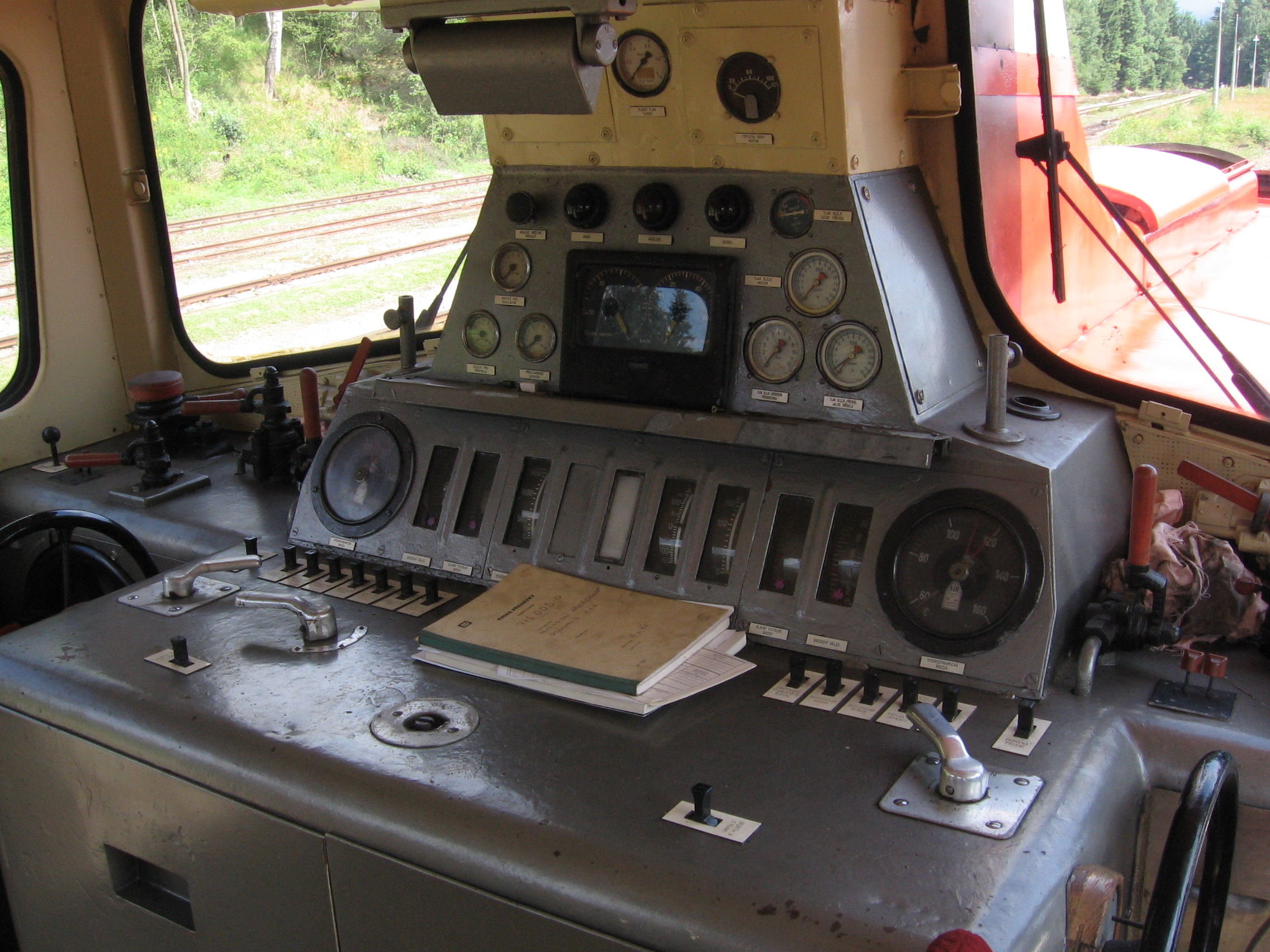
Stanoviště strojvedoucího
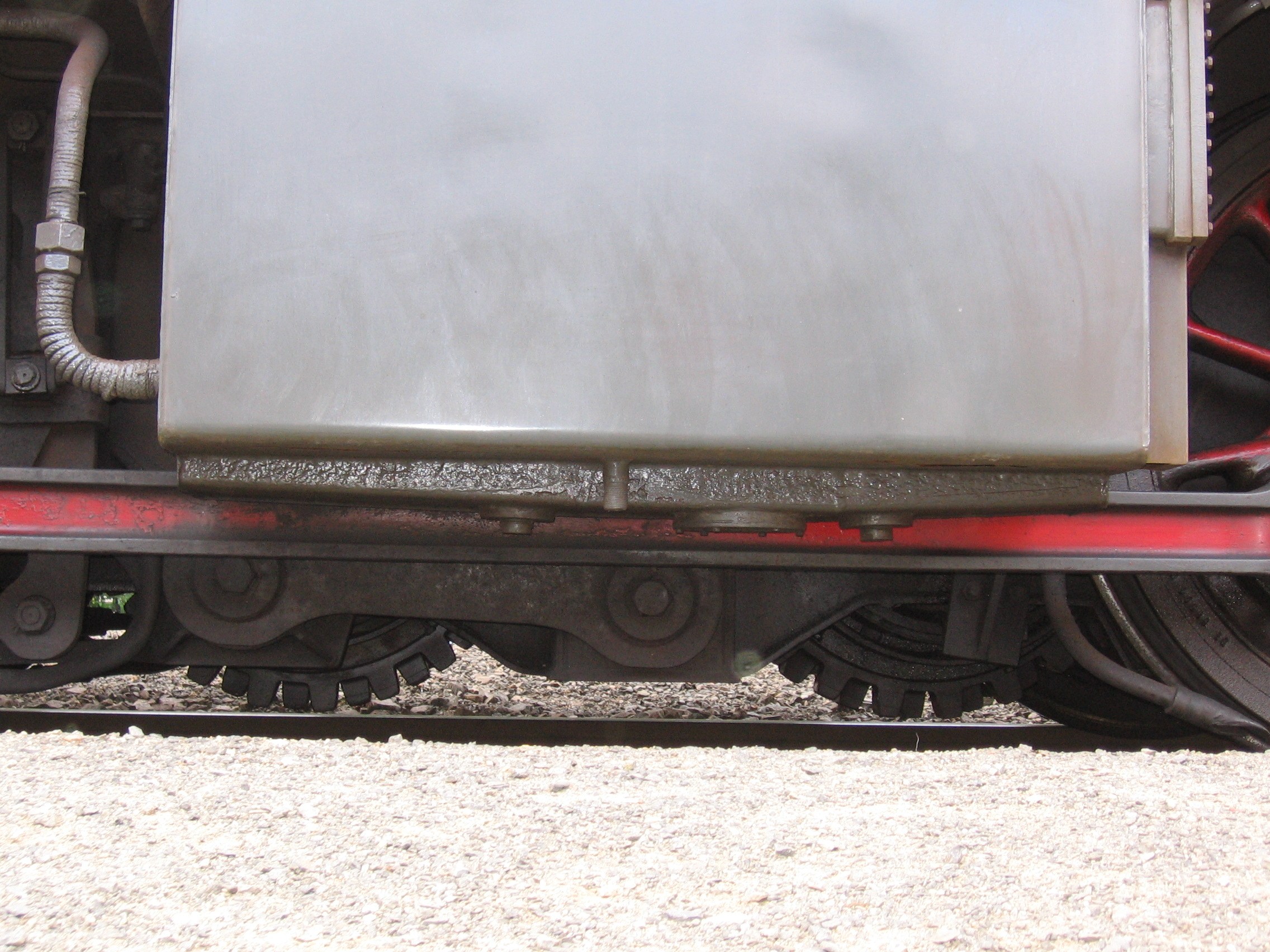
Detail ozubnicového stroje, umístěného v podvozku
- T 426.001 na konci nostalgického vlaku v Kořenově, v čele motorový vůz 820, druhá lokomotiva v pořadí od konce pak T 435.0